# Way Out West (Musikprojekt)
Way Out West ist ein britisches Progressive-House-Duo aus Bristol, bestehend aus den Produzenten und DJs Jody Wisternoff und Nick Warren.

## Geschichte
Das Duo produziert seit 1994 zusammen. Ihre erste Single „Ajare“ erschien auf dem Label Deconstruction Records und erreichte sogleich Platz 52 in den britischen Singlecharts. Ihr Debütalbum erschien 1997 und enthielt unter anderem die Singles „Blue“, „Domination“, „Ajare“ und „The Gift“.
Ihr zweites Album Intensify erschien bei Distinctive Records und enthielt die Singles „Mindcircus“, die Platz 39 in den britischen Singlecharts erreichte, sowie den Club Hit „Intensify“.
Einige ihrer Produktionen wurden auch in Fernsehserien und Videospielen verwendet: „Activity“ wurde im Playstation-2-Spiel Kinetica verwendet. Der Song „Don't Forget Me“ erschien bei Grey’s Anatomy, „Melt“ bei O.C., California und „Just Like A Man“ bei CSI: Miami. „Anything But You“ wurde im Videospiel Tiger Woods PGA Tour 07 verwendet.
Zwei weitere Alben folgten in den Jahren 2004 und 2009 mit Don't Look Now und We Love Machine. Von We Love Machine erschien ein Jahr später noch eine Remix-Version unter anderem mit Remixen von Jaytech und D.Ramirez.

## Diskografie

### Alben
- 1997: Way Out West
- 2001: Intensify
- 2004: Don't Look Now
- 2009: We Love Machine
- 2010: We Love Machine – The Remixes
- 2017: Tuesday Maybe
- 2018: Tuesday Maybe (Remixed)

### Singles
- 1994: Ajare
- 1994: Montana
- 1994: Shoot
- 1996: Domination
- 1996: The Gift
- 1997: Blue
- 2000: The Fall
- 2000: UB Devoid
- 2001: Intensify
- 2002: Mindcircus
- 2002: Stealth
- 2003: Muthaf**ka
- 2004: Anything But You
- 2005: Killa
- 2005: Don't Forget Me
- 2007: Wonka
- 2008: Spaceman
- 2009: Only Love
- 2009: Future Perfect
- 2010: The Gift 2010
- 2016: Set My Mind
- 2016: Tuesday Maybe
- 2017: Oceans
- 2017: Slam
- 2018: The Call
- 2018: Lullaby Horizon (Ben Böhmer Remix)

### Remixe (Auswahl)
- 1994: Sasha – Magic
- 1995: Faithless – Salva Mea (Save Me)
- 1995: José Padilla – Sabor de Verano
- 1997: Lucky Monkeys – Bjango
- 1997: Roni Size / Reprazent – Share the Fall
- 1998: B.B.E. – Desire
- 1998: Liquid Child – Diving Faces
- 1998: Paul van Dyk – For an Angel
- 1998: Natalie Imbruglia – Smoke
- 1999: Lost Witness – Happiness Happening
- 1999: Lightning Seeds – Life’s Too Short
- 1999: Orbital – Nothing Left
- 2000: Kosheen – Catch
- 2000: Freefall feat. Jan Johnston – Skydive
- 2001: BT – Shame
- 2001: Tiësto – Suburban Train
- 2009: Sudha feat. Zoë Johnston – Leche